# 库尔德斯坦社群联盟
库尔德斯坦社群联盟（缩写为KCK）是库尔德斯坦工人党创建的一个统一战线组织，致力于整合库尔德斯坦各地区争取库尔德人自治或独立的团体，实践该党领袖阿卜杜拉·奥贾兰提出的民主邦联主义（这种意识形态深受公社主义的影响）。
该组织的主要成员有：土耳其的库尔德斯坦工人党、叙利亚的民主联盟党、伊朗的库尔德斯坦自由生活党和伊拉克的库尔德斯坦民主方案党。